# 308-я пушечная артиллерийская бригада
308-я пушечная артиллерийская Лодзинская орденов Суворова и Кутузова бригада (сокр. 308 пабр, в/ч 25526) — тактическое соединение Сухопутных войск СССР.
Дислоцировалась бригада в гарнизоне Цайтхайн и пребывала в составе 1-й гвардейской танковой армии, Группы советских войск в Германии (ГСВГ / ЗГВ).

## История
308-я пушечная артиллерийская бригада была образована в 1982 году на базе 466-го отдельного противотанкового артиллерийского дивизиона (в/ч пп 06205)г. Ютербог. 
Бригада наследует почётное наименование и награды 197-й лёгкой артиллерийской бригады РККА времён Великой Отечественной войны, и, затем, 110-го пушечного артиллерийского полка.
С момента своего образования и до осени 1983 года бригада дислоцировалась в г. Кёнигсбрюк позывной «Колыбель». Осенью 1983 года была передислоцирована в гарнизоны Цайтхайн и Ошац. (Артбригада была разделена на две части: гарнизон Цайтхайн — штаб бригады, два пушечных артиллерийских дивизиона (1-й и 2-й) 2С5 «Гиацинт», и подразделения обеспечения (батарея управления, рота материального обеспечения, батарея связи, ремонтная рота, взвод химической защиты, инженерно-сапёрный взвод, медицинский пункт, клуб, оркестр); гарнизон г. Ошац — 3-й и 4-й дивизионы, 152-мм пушки-гаубицы Д-20, разведывательный артиллерийский дивизион. На месте бригады в г. Кёнигсбрюк была впоследствии расквартирована ракетная бригада. В 1990 году пушечные дивизионы Д-20 заменены на самоходные 2С5 с общей дислокацией в гарнизоне Цайтхайн.
Штатная численность военнослужащих бригады — 1982 чел. На самом деле такой численности личного состава никогда не было. Реальная численность л/с колебалась в пределах около 800—1200 чел.
В феврале — марте 1992 года 308-я пабр была выведена в полном составе железнодорожным транспортом в г. Славянск-на-Кубани (Краснодарский край) и, впоследствии, расформирована согласно директиве Генштаба ВС России.

## Организационная структура
- Командир бригады
- Штаб бригады
- Тыл
- Батарея управления
- Батарея связи
- Пушечный артиллерийский дивизион (4)
  - Пушечная артиллерийская батарея (3) (8 - 2С5)
  - Взвод управления дивизиона (ВУД)
  - Взвод материально-технического обеспечения (ВОД)
- Разведывательный артиллерийский дивизион
  - Батарея звуковой разведки (БЗР)
  - Батарея радиотехнической разведки (БРТР)
  - Фотограмметрическая батарея (ФГБ)
  - Топогеодезическая батарея (ТБ)
  - Взвод управления дивизиона (ВУД)
- Рота материального обеспечения (РМО)
- Ремонтная рота (РР)
- инженерно-сапёрный взвод
- взвод химической защиты
- Нештатный оркестр (на штате фотограмметрической батареи разведдивизиона)

## Вооружение и военная техника
2С5 «Гиацинт» — 96 ед.; МТ-ЛБу — 34 ед.; ПРП-3, ПРП-4 — 6 ед.; Р-145БМ — 2 ед.; Р-156БТР — 1 ед.; БТР-60 — 2 ед., а также машины снабжения и подвоза боеприпасов, топливозаправщики, и пр. техника.

## Командиры бригады
- подполковник Малышкин — (1982—1986)
- подполковник Якушев — 1986 год
- полковник Леснухин Н. А. (1986—1990)
- полковник (впоследствии генерал-майор) Рощин В.А. (1990—1992)